# La Cendrosa
Montalé es una entidad de población española del municipio de Ibars de Urgel, perteneciente a la provincia de Lérida, en la comunidad autónoma de Cataluña.

## Historia
Hacia mediados del siglo XIX, el lugar pertenecía al ayuntamiento de Vallverd. Aparece descrito en el sexto volumen del Diccionario geográfico-estadístico-histórico de España y sus posesiones de Ultramar de Pascual Madoz con las siguientes palabras:

CENDROSA: cas. en la prov. de Lérida, part. jud. de Balaguer, térm. jurisd. de Vallbert. (V.)
(Madoz, 1847, p. 307)

En la actualidad, pertenece al municipio de Ibars de Urgel. En 2022, tenía empadronados doce habitantes.